# Avenida Presidente Roque Sáenz Peña

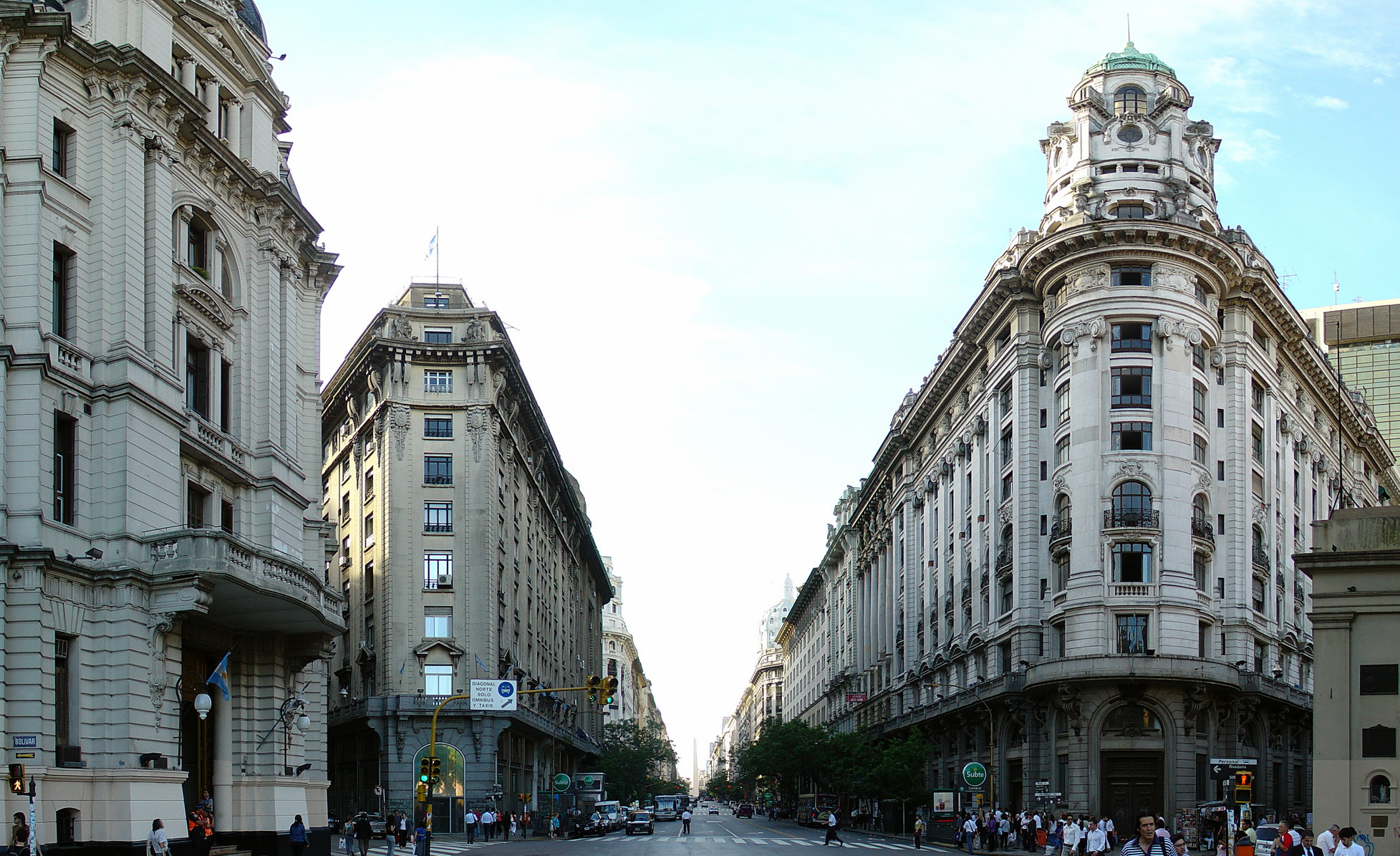
Diagonal Norte

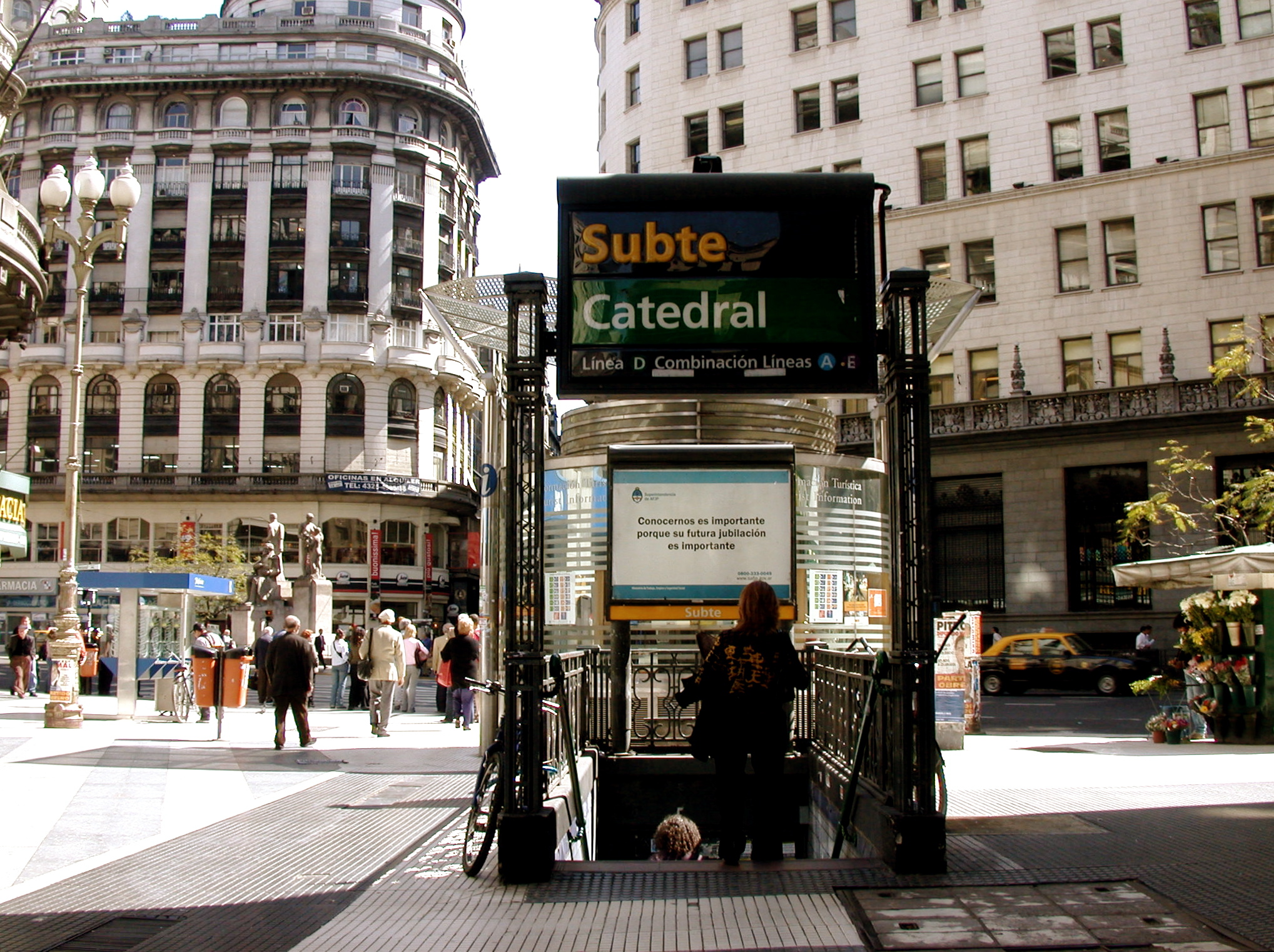
Entrée de la station Catedral à l'intersection de Calle Florida et de l'Avenida Roque Sáenz Peña

Pour les articles homonymes, voir Peña (homonymie).
L'Avenida Roque Sáenz Peña ou Diagonal Norte (Diagonale Nord) est une grosse artère du quartier de San Nicolás de la ville de Buenos Aires, capitale de l'Argentine. Elle a une orientation sud-est/nord-ouest, qui fait qu'elle traverse en diagonale toute une série de pâtés de maisons carrés (appelés ici manzanas) et dont le plan général en damier du centre 
de Buenos Aires veut que les côtés aient, soit une orientation est-ouest (dont les principales avenues ou avenidas), soit nord-sud (les rues ou calles en espagnol).
Elle a reçu son nom en l'honneur du président Roque Sáenz Peña, qui exerça le pouvoir pendant quatre ans, de 1910 à 1914, et qui établit le suffrage universel sans fraudes, grâce au vote secret et obligatoire, ainsi qu'au registre électoral.

## Parcours
L'Avenida Presidente Roque Sáenz Peña prend naissance au coin nord-ouest de la Plaza de Mayo (c’est-à-dire au coin de l'Avenida Rivadavia et de la rue San Martín), juste au nord du gouvernement de la ville et se dirige en droite ligne vers le nord-ouest. Elle croise en diagonale successivement les avenidas Bartolomé Mitre, Présidente General Juan Domingo Perón et Sarmiento, ainsi que les rues calle Florida, Maipu, Esmeralda, Suipacha et Carabelas, avant d'arriver à l'énorme carrefour constitué par les avenues Avenida 9 de julio et Avenida Corrientes, où se trouve l'Obélisque de Buenos Aires, la Plaza de la República. Toujours en diagonale et en ligne droite, elle traverse ce carrefour et continue jusqu'au croisement suivant, entre la Calle Lavalle et la Calle Libertad, c’est-à-dire à la Plaza Lavalle, là où se trouve notamment le quartier des tribunaux.

## Métro
Durant tout son trajet elle est longée en souterrain par la ligne de métro ligne , qui y a 2 stations (stations Catedral et 9 de julio). La ligne  y a aussi une station : Diagonal Norte. 